# Campeonato da Europa de Atletismo de 2014 - Arremesso de peso masculino
A prova do arremesso de peso masculino do Campeonato da Europa de Atletismo de 2014 foi disputada no dia 12 de agosto de 2014 no Estádio Letzigrund em Zurique, na Suíça. 

## Recordes
Antes desta competição, os recordes mundiais e do campeonato nesta prova eram os seguintes:
|                       | Nome           | Nacionalidade     | Distância | Local     | Data                 |
| --------------------- | -------------- | ----------------- | --------- | --------- | -------------------- |
| Recorde mundial       | Randy Barnes   | Estados Unidos    | 23m 12cm  | Westwood  | 20 de maio de 1990   |
| Recorde do campeonato | Werner Günthör | Suíça             | 22m 22cm  | Estugarda | 28 de agosto de 1986 |
| Recorde europeu       | Ulf Timmermann | Alemanha Oriental | 23m 06cm  | Chania    | 22 de maio de 1988   |

## Medalhistas
| Ouro              | Prata             | Bronze                |
| David Storl (GER) | Borja Vivas (ESP) | Tomasz Majewski (POL) |

## Cronograma
Todos os horários são locais (UTC+2).
| Data         | Hora  | Evento       |
| ------------ | ----- | ------------ |
| 12 de agosto | 10:04 | Qualificação |
| 12 de agosto | 19:34 | Final        |

## Resultados

### Qualificação
Qualificação: Desempenho de 20.10 m (Q) ou os 12 melhores qualificados (q).
| Posição | Grupo | Atleta            | Nacionalidade        | #1    | #2    | #3    | Resultados | Notas |
| ------- | ----- | ----------------- | -------------------- | ----- | ----- | ----- | ---------- | ----- |
| 1       | B     | David Storl       | Alemanha             | 20.76 |       |       | 20.76      | Q     |
| 2       | A     | Borja Vivas       | Espanha              | 20.53 |       |       | 20.53      | Q     |
| 3       | B     | Tomasz Majewski   | Polónia              | 20.50 |       |       | 20.50      | Q     |
| 4       | B     | Gaëtan Bucki      | França               | 20.05 | 20.21 |       | 20.21      | Q ,   |
| 5       | B     | Georgi Ivanov     | Bulgária             | 20.18 |       |       | 20.18      | Q     |
| 6       | A     | Asmir Kolašinac   | Sérvia               | 19.82 | 20.15 |       | 20.15      | Q     |
| 7       | B     | Valeriy Kokoyev   | Rússia               | 19.78 | x     | 20.09 | 20.09      | q     |
| 8       | A     | Jan Marcell       | Chéquia              | 19.23 | 20.09 | 19.60 | 20.09      | q     |
| 9       | B     | Carlos Tobalina   | Espanha              | 18.04 | 20.06 | 20.04 | 20.06      | q     |
| 10      | B     | Marco Fortes      | Portugal             | 19.19 | 18.86 | 20.03 | 20.03      | q     |
| 11      | A     | Stipe Žunić       | Croácia              | 19.67 | 19.94 | 19.80 | 19.94      | q     |
| 12      | A     | Aleksandr Lesnoy  | Rússia               | 19.27 | 19.52 | 19.88 | 19.88      | q     |
| 13      | B     | Ladislav Prášil   | Chéquia              | 19.83 | x     | x     | 19.83      |       |
| 14      | A     | Tomáš Stanek      | Chéquia              | x     | 18.39 | 19.61 | 19.61      |       |
| 15      | A     | Yioser Toledo     | Espanha              | 18.85 | 19.59 | x     | 19.59      |       |
| 16      | B     | Marin Premeru     | Croácia              | x     | 18.95 | 19.55 | 19.55      |       |
| 17      | B     | Leif Arrhenius    | Suécia               | 19.11 | 19.30 | 19.54 | 19.54      |       |
| 18      | A     | Jakub Szyszkowski | Polónia              | 19.15 | x     | 19.46 | 19.46      |       |
| 19      | B     | Hamza Alić        | Bósnia e Herzegovina | x     | 19.10 | 19.36 | 19.36      |       |
| 20      | A     | Andrei Gag        | Roménia              | 19.18 | 19.08 | 18.88 | 19.18      |       |
| 21      | A     | Arttu Kangas      | Finlândia            | 18.17 | 18.62 | 19.07 | 19.07      |       |
| 22      | A     | Kemal Mešić       | Bósnia e Herzegovina | x     | 18.81 | x     | 18.81      |       |
| 23      | A     | Māris Urtāns      | Letônia              | 18.35 | x     | x     | 18.35      |       |

### Final
| Posição           | Atleta           | Nacionalidade | #1    | #2    | #3    | #4    | #5    | #6    | Resultados | Notas                |
| ----------------- | ---------------- | ------------- | ----- | ----- | ----- | ----- | ----- | ----- | ---------- | -------------------- |
| Medalha de ouro   | David Storl      | Alemanha      | 21.41 | x     | x     | 20.75 | x     | 20.98 | 21.41      |                      |
| Medalha de prata  | Borja Vivas      | Espanha       | 20.07 | 20.86 | 20.59 | 20.69 | x     | 20.38 | 20.86      |                      |
| Medalha de bronze | Tomasz Majewski  | Polónia       | 20.56 | 20.83 | 20.65 | 20.76 | 20.57 | 20.50 | 20.83      |                      |
| 4                 | Stipe Žunić      | Croácia       | 20.02 | 20.68 | x     | x     | 19.73 | 19.86 | 20.68      | Recorde pessoal      |
| 5                 | Asmir Kolašinac  | Sérvia        | x     | 20.11 | 20.36 | x     | x     | 20.55 | 20.55      |                      |
| 6                 | Jan Marcell      | Chéquia       | 19.31 | 20.48 | 20.17 | 19.77 | x     | x     | 20.48      |                      |
| 7                 | Marco Fortes     | Portugal      | 19.65 | 20.32 | 20.35 | x     | 20.21 | 19.66 | 20.35      |                      |
| 8                 | Valeriy Kokoyev  | Rússia        | 18.93 | 19.59 | 20.23 | x     | x     | x     | 20.23      | Recorde da temporada |
| 9                 | Carlos Tobalina  | Espanha       | 19.80 | 20.04 | x     |       |       |       | 20.04      |                      |
| 10                | Aleksandr Lesnoy | Rússia        | 19.52 | 19.49 | 19.83 |       |       |       | 19.83      |                      |
| 11                | Gaëtan Bucki     | França        | 19.75 | 19.55 | 19.50 |       |       |       | 19.75      |                      |
| 12                | Georgi Ivanov    | Bulgária      | x     | x     | x     |       |       |       | NM         |                      |

Legenda
| Recorde mundial       | Recorde mundial (World record)               |                       | Recorde africano                      | Recorde africano (African) |                                           | Q | Classificado por posição (Qualified) |
| Recorde do campeonato | Recorde do campeonato (Championship record)  | Recorde da América    | Recorde da América (Americas)         | q                          | Classificado por melhor tempo (Qualified) |   |                                      |
| Melhor marca do ano   | Melhor marca do ano (World leading)          | Recorde asiático      | Recorde asiático (Asian)              | DNS                        | Não largou (Did not start)                |   |                                      |
| Recorde nacional      | Recorde nacional (National record)           | Recorde europeu       | Recorde europeu (European)            | DNF                        | Não terminou (Did not finish)             |   |                                      |
| Recorde pessoal       | Recorde pessoal do atleta (Personal best)    | Recorde da Oceania    | Recorde da Oceania (Oceania)          | DSQ / DQ                   | Desclassificado (Disqualified)            |   |                                      |
| Recorde da temporada  | Recorde da temporada do atleta (Season best) | Recorde sul-americano | Recorde sul-americano (South America) | NM                         | Sem marca (No mark)                       |   |                                      |